# 스타머 내각
스타머 내각은 키어 스타머와 영국 노동당 의원으로 구성된 영국의 정부이다.

## 역사
브렉시트 및 코로나19의 후유증으로부터 더딘 경제 회복과 국내 정치에서 저조한 인기를 타파하고자 리시 수낵 총리는 조기 총선을 2024년 7월에 치르겠다고 발표하였다. 그러나 7월 조기 총선에서는 오히려 노동당이 투표에서 의석을 대거 차지하게 되었고, 이에 리시 수낵 총리는 사임을 표명한다. 리시 수낵 총리가 사임하고 노동당이 다수가 되고 보수당이 소수가 되는 가운데, 키어 스타머 노동당 대표는 14년 만에 노동당 출신의 총리로 임명되었다.

## 내각
| 스타머 내각                 |                                                            |                                              |                              |                |
| 장관                        | 장관                                                       | 직책                                         | 부처                         | 임기           |
| 내각 장관                   |                                                            |                                              |                              |                |
|                             | The Rt Hon 키어 스타머 경 홀번 세인트판크라스 하원의원     | 총리 제1대장경 국가공무원장관 연합의 총리    | 내각실                       | 2024년 7월 5일 |
|                             | The Rt Hon 안젤라 레이너 애시턴언더라인 하원의원           | 제2대장경 지위향상·지역사회·지방정부부 장관  | 지위향상·지역사회·지방정부부 | 2024년 7월 5일 |
|                             | The Rt Hon 팻 맥파던 울버햄턴사우스이스트 하원의원         | 랭커스터 공국상                              | 내각실                       | 2024년 7월 5일 |
|                             | The Rt Hon 레이첼 리브스 리즈웨스트 펏지 하원의원          | 재무장관 제2대장경                           | 재무부                       | 2024년 7월 5일 |
|                             | The Rt Hon 데이비드 래미 토트넘 하원의원                   | 외무장관                                     | 외무영연방부                 | 2024년 7월 5일 |
|                             | The Rt Hon 이벳 쿠퍼 폰트프랙트 캐슬퍼드 노팅글리 하원의원 | 내무부 장관                                  | 내무부                       | 2024년 7월 5일 |
|                             | 웨스 스트리팅 일퍼드노스 하원의원                          | 보건사회복지부 장관                          | 보건사회복지부               | 2024년 7월 5일 |
|                             | The Rt Hon 존 힐리 로마쉬 코니스보로 하원의원              | 국방부장관                                   | 국방부                       | 2024년 7월 5일 |
|                             | 스티브 리드 스트레텀 크로이던노스 하원의원                 | 환경식품농림부 장관                          | 환경식품농림부               | 2024년 7월 5일 |
|                             | 브리짓 필립슨 호턴 선덜랜드사우스 하원의원                 | 교육부 장관                                  | 교육부                       | 2024년 7월 5일 |
|                             | 피터 카일 호브 포츠슬레이드 하원의원                       | 과학혁신기술부 장관                          | 과학혁신기술부               | 2024년 7월 5일 |
|                             | 샤바나 마무드 버밍엄레이디우드 하원의원                    | 법무장관 대법관                              | 법무부                       | 2024년 7월 5일 |
|                             | 조나단 레이놀즈 스테일리브리지 하이드 하원의원             | 산업무역부 장관 무역위원회 위원장            | 산업무역부                   | 2024년 7월 5일 |
|                             | 리즈 켄달 레스터웨스트 하원의원                            | 노동연금부 장관                              | 노동연금부                   | 2024년 7월 5일 |
|                             | 루이즈 헤이 셰필드힐리 하원의원                            | 교통부 장관                                  | 교통부                       | 2024년 7월 5일 |
|                             | The Rt Hon 에드 밀밴드 동커스터노스 하원의원               | 에너지안보·넷제로부 장관                     | 에너지안보·넷제로부          | 2024년 7월 5일 |
|                             | 리사 낸디 위건 하원의원                                    | 디지털·문화·미디어·스포츠부 장관             | 디지털·문화·미디어·스포츠부  | 2024년 7월 5일 |
|                             | 조 스티븐스 카디프이스트 하원의원                          | 웨일스부 장관                                | 웨일스부                     | 2024년 7월 5일 |
|                             | 이안 머레이 에딘버러 사우스 하원의원                       | 스코틀랜드부 장관                            | 스코틀랜드부                 | 2024년 7월 5일 |
|                             | The Rt Hon 힐러리 벤 리즈사우스 하원의원                   | 북아일랜드부 장관                            | 북아일랜드부                 | 2024년 7월 5일 |
|                             | 루시 파웰 멘체스터센트럴 하원의원                          | 하원의장 의회 의장                           | 하원의원실                   | 2024년 7월 5일 |
|                             | The Rt Hon 스미스 오브 바실던 남작 부인 종신귀족           | 상원의장 옥새상서                            | 상원의원실                   | 2024년 7월 5일 |
| 내각에 참석하는 그외 장관들 |                                                            |                                              |                              |                |
|                             | 리차드 허머 종신귀족 예정                                  | 잉글랜드·웨일즈 법무관 북아일랜드 법률고문관 | 법무관실                     | 2024년 7월 5일 |
|                             | The Rt Hon 앨런 캠벨 타인머스 하원의원                     | 내각 원내 총무 재무부 의회수석차관           | 재무부                       | 2024년 7월 5일 |
|                             | 데런 존스 브리스톨 노스웨스트 하원의원                     | 재무부 수석차관                              | 재무부                       | 2024년 7월 5일 |
|                             | 에넬리즈 도즈 옥스퍼드이스트 하원의원                      | 개발부 장관                                  | 외무·영연방부                | 2024년 7월 6일 |

### 내용주
1. ↑  Technically a part of the Treasury, but de facto a part of a semi-independent whips office supported by the Cabinet Office.

### 참조주
1. ↑  “영국 총선: 리시 수낙 총리의 깜짝발표…쟁점 및 현재 상황은?”. 2024년 5월 24일. 2024년 7월 14일에 확인함.
2. ↑  “영국 총선: 영국의 새 총리, 키어 스타머는 누구인가?”. 2024년 7월 5일. 2024년 7월 14일에 확인함.